# ハーバート・ノース
ハーバート・バースター・ノース（Herbert Burster North, 1910年1月12日 - 没年不明）は、アメリカ合衆国ハワイ準州（Territory of Hawaii）出身のプロ野球選手（投手）。

## 来歴・人物
マッキンリー高校を経て、パラマウント映画撮影所の野球チームであるパラマウント・カブスにて主戦投手として活躍した。
1936年、バッキー・ハリス、高橋吉雄と共に名古屋軍結成時の外国人三人衆の一人として入団。1936年4月29日の対大東京戦（日本プロ野球公式戦最初の試合）で先発牧野潔（1死も取れずに1失点で降板した）の後を受けて登板し、被安打9、与四球10、失点4ながらも、日本プロ野球公式戦最初の勝利投手になっている。身長180cmの当時としては大柄な体格から、横手投げのクロスファイアの球を投げることから、「十字架火投手｣と呼ばれて親しまれた。また、大きなドロップカーブが決め球だったと伝わる。しかし、58回1/3の投球回で与四死球59と制球難にあえぎ、更に日本での生活に馴染めなかったことから、1936年春季シーズン終了後、退団した。
退団後はハワイに戻り、地元のハワイリーグ（ワンダラーズ、ブレーブス）でプレーした。

## 詳細情報

### 年度別投手成績
| 年 度     | 球 団     | 登 板 | 先 発 | 完 投 | 完 封 | 無 四 球 | 勝 利 | 敗 戦 | セ 丨 ブ | ホ 丨 ル ド | 勝 率 | 打 者 | 投 球 回 | 被 安 打 | 被 本 塁 打 | 与 四 球 | 敬 遠 | 与 死 球 | 奪 三 振 | 暴 投 | ボ 丨 ク | 失 点 | 自 責 点 | 防 御 率 | W H I P |
| --------- | --------- | ----- | ----- | ----- | ----- | -------- | ----- | ----- | -------- | ----------- | ----- | ----- | -------- | -------- | ----------- | -------- | ----- | -------- | -------- | ----- | -------- | ----- | -------- | -------- | ------- |
| 1936春夏  | 名古屋    | 12    | 10    | 3     | 0     | 0        | 2     | 5     | --       | --          | .286  | 257   | 58.1     | 65       | 1           | 57       | 0     | 2        | 26       | 1     | 0        | 52    | 42       | 6.48     | 2.09    |
| 通算：1年 | 通算：1年 | 12    | 10    | 3     | 0     | 0        | 2     | 5     | --       | --          | .286  | 257   | 58.1     | 65       | 1           | 57       | 0     | 2        | 26       | 1     | 0        | 52    | 42       | 6.48     | 2.09    |

### 記録
- 初登板：1936年4月29日、対大東京戦（阪神甲子園球場）、牧野潔の後を受け、2番手として登板[1]
- 初勝利：同上、9イニング4失点[1]

### 背番号
- 5（1936年）